# Třída AA
Třída AA (nebo též třída AA-1) byla třída ponorek námořnictva Spojených států amerických. Celkem byly postaveny tři ponorky této třídy. Ve službě byly v letech 1920–1923 a 1925–1927. Byly to první americké oceánské ponorky. Ve službě měly spolupracovat s hladinovými plavidly, takže u nich byl kladen důraz na velký dosah a vysokou rychlost plavby na hladině. Vytvoření velkých a rychlých ponorek s dieselovým pohonem bylo na hraně tehdejších technologických možností. Vzniklá plavidla proto měla komplikovaný a problematický pohonný systém a jejich služba byla jen krátká. Přesto konstruktérům poskytla užitečné zkušenosti.

## Stavba
Celkem byly postaveny tři jednotky této třídy. Navrhla je americká loděnice Electric Boat Company. Vývoj vedl Lawrence Spear. Stavbu zajistila loděnice Fore River Shipbuilding Company ve městě Quincy ve státě Massachusetts. Prototypová jednotka byla pojmenována USS Schley (SS-52) a během stavby byla 23. srpna 1917 přejmenována na USS AA-1 (SF-1). Do služby byly přijaty v letech 1920 a 1922.
Jednotky třídy AA:
| Jméno           | Založení kýlu   | Spuštěna          | Vstup do služby  | Osud |
| --------------- | --------------- | ----------------- | ---------------- | --- |
| USS AA-1 (SF-1) | 21. června 1916 | 25. července 1918 | 30. ledna 1920   | Rozestavěna jako USS Schley (SS-52). Dne 20. září 1920 přejmenována na USS T-1 (SF-1). Vyřazena 5. prosince 1922. Vyškrtnuta 19. září 1930. Sešrotována 1930. |
| USS T-2 (SF-2)  | 31. května 1917 | 6. září 1919      | 7. ledna 1922    | Rozestavěna jako AA-2 (SS-60). Dne 17. července 1920 označena USS AA-2 (SF-2) a dne 22. září 1920 přejmenována na USS T-2. Vyřazena 16. července 1923. Vyškrtnuta 19. září 1930. Sešrotována 1930.                                                                                                   |
| USS T-3 (SF-3)  | 21. května 1917 | 24. května 1919   | 7. prosince 1920 | Rozestavěna jako AA-3 (SS-61). Dne 17. července 1920 označena AA-3 (SF-3) a dne 22. září 1920 přejmenována na USS T-3. Vyřazena 11. listopadu 1922. Zachována v rezervě v Norfolku. Dne 1. října 1925 reaktivována a 14. července 1927 podruhé vyřazena. Vyškrtnuta 19. září 1930. Sešrotována 1930. |

## Konstrukce

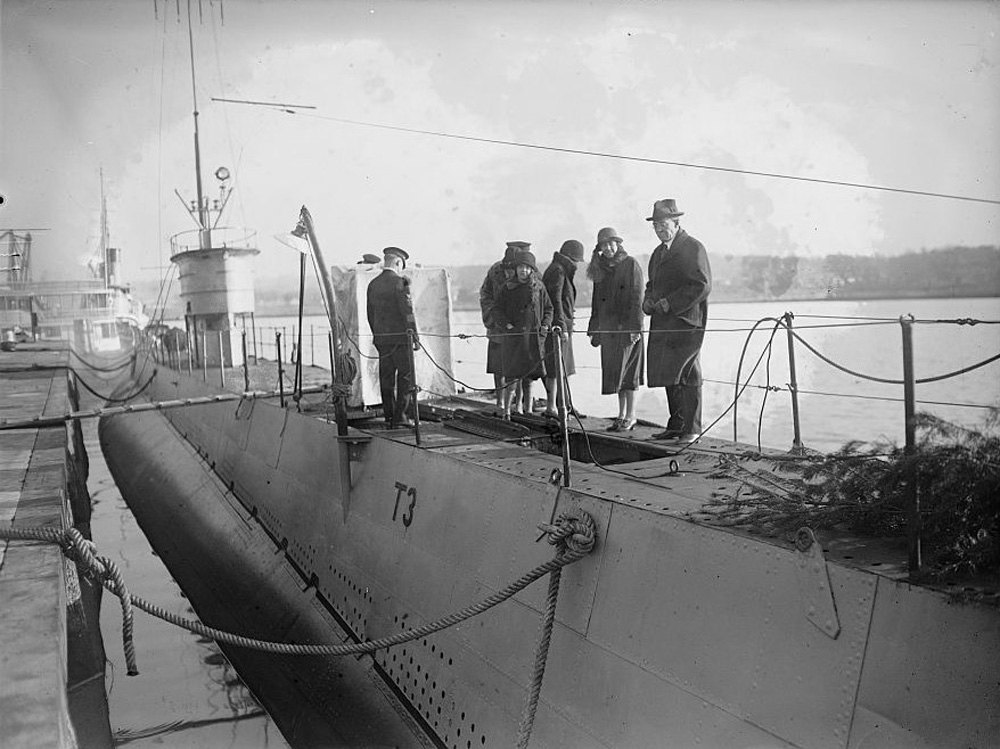
USS T-3 (SS-61)

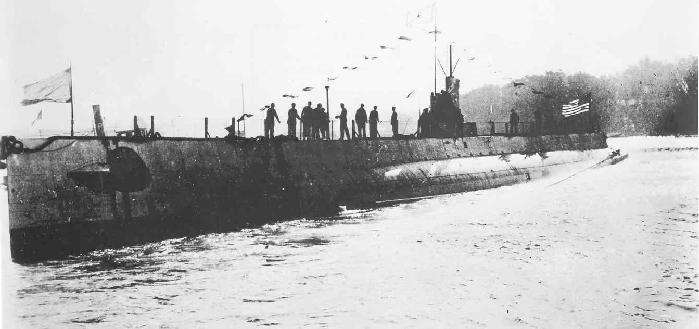
USS AA-2 (SS-60)

Ponorky byly vybaveny sonarem typu SC. Posádku tvořili čtyři důstojníci a 34 námořníků. Vyzbrojeny byly dvěma 76mm/23 kanóny Mk 9 a šesti příďovými 533mm torpédomety se zásobou šestnácti torpéd. Jejich pohon zajišťovaly čtyři diesely od New London Ship and Engine Company (NELSECO), každý o výkonu 1000 hp, a dva elektromotory od Electro Dynamic Company, každý o výkonu 675 hp, které roztáčely dva lodní šrouby. Nespolehlivé diesely NELSECO musely být před zařazením do služby nahrazeny typem MAN, každý o výkonu 2350 hp. Nejvyšší rychlost dosahovala dvacet uzlů na hladině a 10,5 uzlu pod hladinou. Dosah byl 3000 námořních mil při rychlosti čtrnáct uzlů na hladině a sto námořních mil při rychlosti pět uzlů pod hladinou. Hloubka ponoru byla 45 metrů.